# Spathoptera albilatera
Spathoptera albilatera är en skalbaggsart som beskrevs av Audinet-serville 1835. Spathoptera albilatera ingår i släktet Spathoptera och familjen långhorningar. Inga underarter finns listade i Catalogue of Life.